# Monjarás
Monjarás är en ort i Honduras.   Den ligger i departementet Choluteca, i den södra delen av landet, 100 km söder om huvudstaden Tegucigalpa. Monjarás ligger 14 meter över havet och antalet invånare är 6 772.
Terrängen runt Monjarás är mycket platt. Runt Monjarás är det ganska tätbefolkat, med 62 invånare per kvadratkilometer. Monjarás är det största samhället i trakten. Omgivningarna runt Monjarás är en mosaik av jordbruksmark och naturlig växtlighet.